# تپه بانحال
تپه بانحال مربوط به دوره اشکانیان است و در شهرستان دالاهو، بخش مرکزی، دهستان بان زرده، ۵۰۰ متری جنوب شرقی روستای سید محمد واقع شده و این اثر در تاریخ ۲۶ اسفند ۱۳۸۶ با شمارهٔ ثبت ۲۱۷۶۶ به‌عنوان یکی از آثار ملی ایران به ثبت رسیده است.